# Home Front
Home Front er en serie af hørespil på den britiske radiokanal BBC Radio 4. Serien omhandler indbyggerne i byen Folkestone og deres forsøg på at bevare deres dag-til-dag liv mens England deltager i første verdenskrig.
Serien havde premiere den 4. august 2014, og planen er at den skal fortsætte til november 2018.

## Format
Serien er sat op sådan at der udkommer en episode hver dag 5 dage om ugen. Hver episode giver et indblik i en bestemt karakters liv den dag, og karaktererne som episoderne handler om skifter fra dag til dag. Serien kommer til at køre på den måde indtil den slutter 4 år efter premieren; i 2018 (samme længde som første verdenskrig). Hver episode varer cirka 12 minutter.
Serien foregår i byen Folkestone, men senere hen vil den også fokusere på countiet Devon og byen Newcastle.